# Andrés Bello
Andrés de Jesús María y José Bello López (Caracas, 29 de noviembre de 1781-Santiago, 15 de octubre de 1865) fue un humanista, filósofo, jurista, poeta, traductor, escritor, filólogo, ensayista, político, diplomático venezolano, uno de los Padres de la Patria de Venezuela. Considerado como uno de los humanistas e intelectuales más importantes del siglo XIX de América, hizo contribuciones en innumerables profesiones del conocimiento.
En Caracas (Capitanía General de Venezuela) fue maestro de Simón Bolívar y participó en el proceso que llevó a la independencia venezolana. Como parte del bando revolucionario integró, junto con Luis López Méndez y Simón Bolívar, la primera misión diplomática a Londres, ciudad en que residió entre 1810 y 1829.
En 1829 embarcó junto con su familia hacia Chile, contratado por el gobierno de dicho país, donde desarrolló grandes obras en el campo del derecho y las humanidades. En Santiago alcanzó a desempeñar cargos como senador y profesor, además de dirigir diversos periódicos locales. Como jurista, fue el principal impulsor y redactor del Código Civil de Chile, una de las obras jurídicas americanas más novedosas e influyentes de su época. Bajo su inspiración y con su decisivo apoyo, en 1842 fue creada la Universidad de Chile, institución de la cual se erigió en primer rector por más de dos décadas.
De entre sus principales obras literarias, destacan la Gramática de la lengua castellana destinada al uso de los americanos (1847), obra de referencia aún hoy imprescindible para los estudios gramaticales, los Principios del derecho de gentes (1832), Filosofía del entendimiento (1881), el poema Silva a la agricultura de la zona tórrida, entre otras.

## Biografía

### Caracas (1781-1810)
Nació en Caracas, Imperio Español; el 29 de noviembre de 1781 como hijo primogénito de Bartolomé de la Luz de Bello y Bello, abogado y fiscal (1758-1804), y de Ana Antonia López Delgado, cuyos padres descendían de residentes en las islas Canarias. En su ciudad natal, cursó las primeras letras en la academia de Ramón Vanlonsten. Leyó los clásicos del Siglo de Oro, y desde muy joven frecuentó el Convento de Las Mercedes, donde aprendió latín de manos del padre Cristóbal de Quesada, a cuya muerte en 1796 Bello tradujo el libro V de la Eneida.
En 1797 comenzó sus estudios en la Real y Pontificia Universidad de Caracas, donde se graduó de bachiller en artes el 14 de junio de 1800. Ese mismo año, antes de graduarse, recibió en Caracas al naturalista alemán Alexander von Humboldt y a su compañero, Aimé Bonpland, y los acompañó a escalar y explorar el Cerro Ávila, que separa la ciudad del Mar Caribe.
También cursó estudios inacabados de derecho y medicina, aprendió por su propia cuenta inglés y francés, y dio clases particulares, contándose el joven Simón Bolívar entre sus alumnos. Sus traducciones y adaptaciones de textos clásicos le dieron prestigio, y en 1802 ganó por concurso el rango de Oficial Segundo de Secretaría del gobierno colonial. Durante el periodo 1802-1810, Bello se convirtió en una de las personas intelectualmente más influyentes en la sociedad de Caracas, destacándose al desempeñar labores políticas para la administración colonial, además de ganar notoriedad como poeta, al traducir la tragedia Zulima de Voltaire.
En 1806 Andrés Bello escribe el poema Oda a la Vacuna como acción de gracias al rey Carlos IV quien decide financiar de manera gratuita la Real Expedición Filantrópica de la Vacuna para todas sus colonias a raíz del descubrimiento de la vacuna antivariólica por Edward Jenner.
Al llegar la primera imprenta a Caracas en 1808, la gran notoriedad de Bello lo volvió el candidato ideal para asumir la dirección de la recién creada Gazeta de Caracas, una de las primeras publicaciones venezolanas.
Los sucesos revolucionarios del 19 de abril de 1810, en los que participó Bello, iniciaron la independencia de Venezuela, siendo destituido el capitán general Vicente Emparan por el Cabildo de Caracas. La Junta Suprema de Caracas enseguida nombró a Bello Oficial Primero de la Secretaría de Relaciones Exteriores. El 10 de junio de ese año, zarpó en misión diplomática como representante de la naciente República: fue comisionado, junto con Simón Bolívar y Luis López Méndez, para lograr el apoyo británico a la causa de la independencia. Bello fue escogido por sus conocimientos y su dominio de la lengua inglesa, que había adquirido de forma autodidacta.

### Londres (1810-1829)
La corbeta en la cual viajaba la comisión llegó al puerto de Portsmouth el 10 de julio de 1810, lugar desde el que se dirigieron hacia Londres con el fin de establecer contactos con miembros de las altas esferas británicas. La misión encomendada a Bello, Bolívar y López encuentra graves problemas para desarrollar su labor, puesto que la situación política había cambiado el eje de los intereses ingleses respecto de América. Por un lado, la invasión napoleónica a España había acercado al Reino Unido con su tradicional enemigo, frente al peligro común que consistía Napoleón Bonaparte. Esto significó para el gobierno de Londres tener que ayudar a la causa hispana, otorgándole créditos y ayuda a la Junta Suprema Central que gobernaba en nombre del "cautivo" Fernando VII. Sin perjuicio de aquello, y utilizando un doble discurso, Londres toleraba la propaganda independentista americana en su territorio, en especial la realizada por el también venezolano Francisco de Miranda, al mismo tiempo que le otorgaba a los americanos la calificación de beligerantes. Los intereses británicos con la independencia de las colonias españolas de América no iban más allá.
Con esos antecedentes, la delegación venezolana fue recibida por el canciller británico Richard Wellesley, hermano del Duque de Wellington, en cinco entrevistas no oficiales realizadas en su domicilio particular. La postura británica fue clara y desde el principio dieron a entender que en esos momentos, el apoyo político a la causa de la independencia era imposible y trataron de desviar las negociaciones hacia acuerdos comerciales más acordes con los intereses británicos, en un intento además de presionar a España para que les dejase comerciar libremente con sus colonias. Otra de las razones para permitir el recibimiento informal de la embajada venezolana era el de evitar que los mismos tuvieran que recurrir a la ayuda francesa, pese al escaso interés mostrado por Bonaparte hacia la región. El fracaso de la misión provoca el regreso de Bolívar al Nuevo Mundo, con el fin de sumarse a la guerra que arreciaba entonces en el continente. Bello y López quedan entonces a cargo de la embajada, empezando a vivir diversas penurias económicas ante el cada vez más escaso aporte realizado por el gobierno de la naciente república.
En esta época Bello empieza a desenvolverse dentro de la sociedad londinense, trabando una breve pero influyente amistad, durante el escaso tiempo que confluyeron en dicha ciudad, con Francisco de Miranda.  Este aprovechó los amplios conocimientos de Bello para sumar a distintos actores a la causa. Miranda en aquella época residía bajo el amparo británico en Londres, con el fin de escapar de la constante persecución española, quien lo había convertido en uno de sus principales enemigos. Bolívar, López y Bello fueron recibidos por Miranda en su casa de Grafton Street, a donde concurrieron reiteradamente con el fin de acceder a las esferas de influencia que Miranda había desarrollado.
Otro de los personajes que ejercería una amplia influencia sería su amigo José María Blanco White, protegido de Lord Holland. Sería este último, bajo instancias de Blanco, quien le proporcionaría cierta estabilidad a Bello, al contratarlo como su bibliotecario y profesor particular. Junto con este se desempeña en el periódico El Español, que no abogaba por una independencia total de España. En tal medio se desempeñó como redactor, y en su calidad de tal tomó contacto con personajes como Francisco Antonio Pinto, futuro presidente de Chile, Antonio José de Irisarri, encargado de negocios de Chile y quien impulsaría su viaje a Santiago; Servando Teresa de Mier, con quien colaboraría en El Español; James Mill, economista y político escocés y padre de John Stuart Mill; Jeremy Bentham, filósofo inglés, padre del utilitarismo; y los españoles Vicente Salvá, Bartolomé José Gallardo y Antonio Puigblanch, entre otros.
Pese a la ayuda recibida por Blanco White, la situación económica de Bello se hace cada vez más precaria. En 1812 manifiesta su intención de regresar a Venezuela, pero el gran terremoto que asoló Caracas el 26 de marzo de 1812 no permitió aquello e impidió además que su familia pudiera ayudarlo, dada la pérdida de buena parte del patrimonio familiar. Para agravar más la situación, la derrota patriota y la caída de la Primera República significan el fin de todo apoyo económico desde América y el encarcelamiento de su amigo Francisco de Miranda. Ante tales descalabros, Andrés Bello presentó una solicitud de amnistía que tentativamente había anunciado el gobierno español ante el fracaso momentáneo de la independencia americana. Tal solicitud aparece presentada en la embajada española en Londres, fechada el 31 de junio de 1813 (no 1812), un curioso error en un eficiente y minucioso funcionario público. En una parte de aquella petición Bello expresó:

El suplicante puede alegar también en su favor la notoria moderación de sus opiniones y conducta, que aún llegaron a hacerle mirar como desafecto de la causa de la Revolución; y cita en su abono el testimonio de cuantas personas le hayan conocido en Caracas, de las cuales no será difícil se encuentren muchas en Cádiz
Andrés Bello

La petición de Bello no tuvo ningún resultado. Al año siguiente trabó relación, por medio de El Español, con el sacerdote Servando Teresa de Mier, destacado revolucionario mexicano que publicaría varios textos en defensa de la causa americana. Además, se relacionó con Francisco Antonio Pinto, quien en esos momentos se desempeñaba como agregado comercial en la capital británica. Este le dio a conocer a Bello que los patriotas chilenos se habían inspirado en el poema épico de La Araucana, de Alonso de Ercilla, para su causa. Pinto, quien anteriormente se desempeñaba como agente comercial, había sido comisionado por el gobierno de Chile como su agente (embajador), primero en Buenos Aires y después en Londres. En este lugar confrontó, al igual que Bello, la caída del gobierno patriota tras la derrota de Rancagua, que sumió a Pinto en una situación de grave carestía. Pese a encontrarse en una situación similar, Bello ayudó en todo lo posible, junto a Manuel de Sarratea, al infortunado diplomático. Así trabaron los dos una profunda amistad, siendo Pinto uno de los escasos miembros de su círculo cercano. De regreso a Chile, Pinto tomaría parte en las victorias patriotas en Chacabuco y Maipú, formando parte de la cúpula política del país. En 1827, ante la renuncia del capitán general Ramón Freire a la primera magistratura, Pinto es elegido como presidente de Chile. Durante su breve ejercicio del cargo, en vísperas de la guerra civil y la derrota liberal en Lircay, en uno de sus últimos decretos nombra a Bello como oficial segundo del Ministerio de Hacienda de Chile, cargo que no ocupó.
En mayo de 1814, contrajo matrimonio con la inglesa de 20 años Mary Ann Boyland, con quien tuvo a sus tres primeros hijos: Carlos (1815-1854), Francisco (1817-1845) y Juan Pablo Antonio (1820-1821). Su vida familiar se vio constantemente afectada por la falta de sustento, que intentó mejorar solicitando un empleo al gobierno de Cundinamarca, en 1815, y al de las Provincias Unidas del Río de la Plata, al año siguiente. En este último caso, el trabajo fue concedido a Bello, pero por razones poco claras nunca lo asumió en propiedad. En 1816 su situación alcanzó a mejorar un poco al recibir alguna ayuda por parte del gobierno británico, con lo que pudo realizar algunas investigaciones en la biblioteca del Museo Británico. En este lugar se encontraba trabajando, cuando Thomas Bruce, conde de Elgin, presentó los mármoles del Partenón, en 1819. Al año siguiente colaboró con James Mill en la transcripción de los manuscritos de Jeremy Bentham. Su esposa se vio afectada por la tuberculosis, enfermedad de la que falleció el 9 de mayo de 1821, seguida por su hijo Juan Pablo Antonio, en diciembre de aquel año, siendo el primero de nueve de sus hijos que vio morir en vida.
En esta época trabaría también amistad con el granadino Juan García del Río y, más importante aún para su futuro, conoció en 1819 al guatemalteco Antonio José de Irisarri, quien se había desempeñado como director supremo interino de Chile en 1814, y después de la independencia de Chile como canciller de la nueva República. Ese mismo año le escribió a Irisarri solicitándole ayuda, con el fin de ser contratado en la legación chilena en Londres.  Tal designación demoró más de seis meses, aunque Bello logró finalmente ser designado para un empleo estable, como secretario de la legación en junio de 1822.  Sus dificultades económicas terminaron con ese cargo.
Durante su desempeño como secretario, Bello sigue las instrucciones de Irisarri, a quien se le encomienda lograr el reconocimiento de Chile por Francia y el Reino Unido, además de conseguir un empréstito para la naciente república. El encargado Irisarri responde a órdenes directas del director supremo Bernardo O'Higgins, quien se desempeña en el mando hasta su forzada abdicación, el 28 de enero de 1823. Irisarri se ve entonces interpelado por un nuevo delegado del gobierno, Mariano Egaña, quien mantenía una antigua disputa con Irisarri. Bello se ve envuelto en medio de un desagradable conflicto, en el cual se enfrenta con el titular del cargo y su superior directo (Egaña), al mismo tiempo que debe un gran aprecio a su antiguo jefe (Irisarri). Sin embargo, las suspicacias y temores iniciales de Egaña se disipan en el tiempo, al descubrir en Bello una mente brillante. No escatima entonces elogios para hablar de quien se convertiría en uno de sus grandes amigos, haciendo presente en una recomendación enviada en 1826, cuando Bello ya no ejercía en la legación, con el fin de favorecer su contratación por parte del gobierno de Chile. Dice Mariano Egaña en su informe:

La feliz circunstancia de que existan en Santiago de Chile personas que han tratado a Bello en Europa, me releva en gran parte de la necesidad de hacer el elogio de este literato: básteme decir que no se presentaría fácilmente una persona tan a propósito para llenar aquella plaza. Educación escogida y clásica, profundos conocimientos en literatura, posesión completa de lenguas principales, antiguas y modernas, práctica en la diplomacia, y un buen carácter, a que da bastante realce la modestia, le constituyen, no sólo de desempeñar muy satisfactoriamente el cargo de oficial mayor, sino que su mérito justificaría la preferencia que le diese el gobierno respecto de otros que solicitasen igual destino
Mariano Egaña.

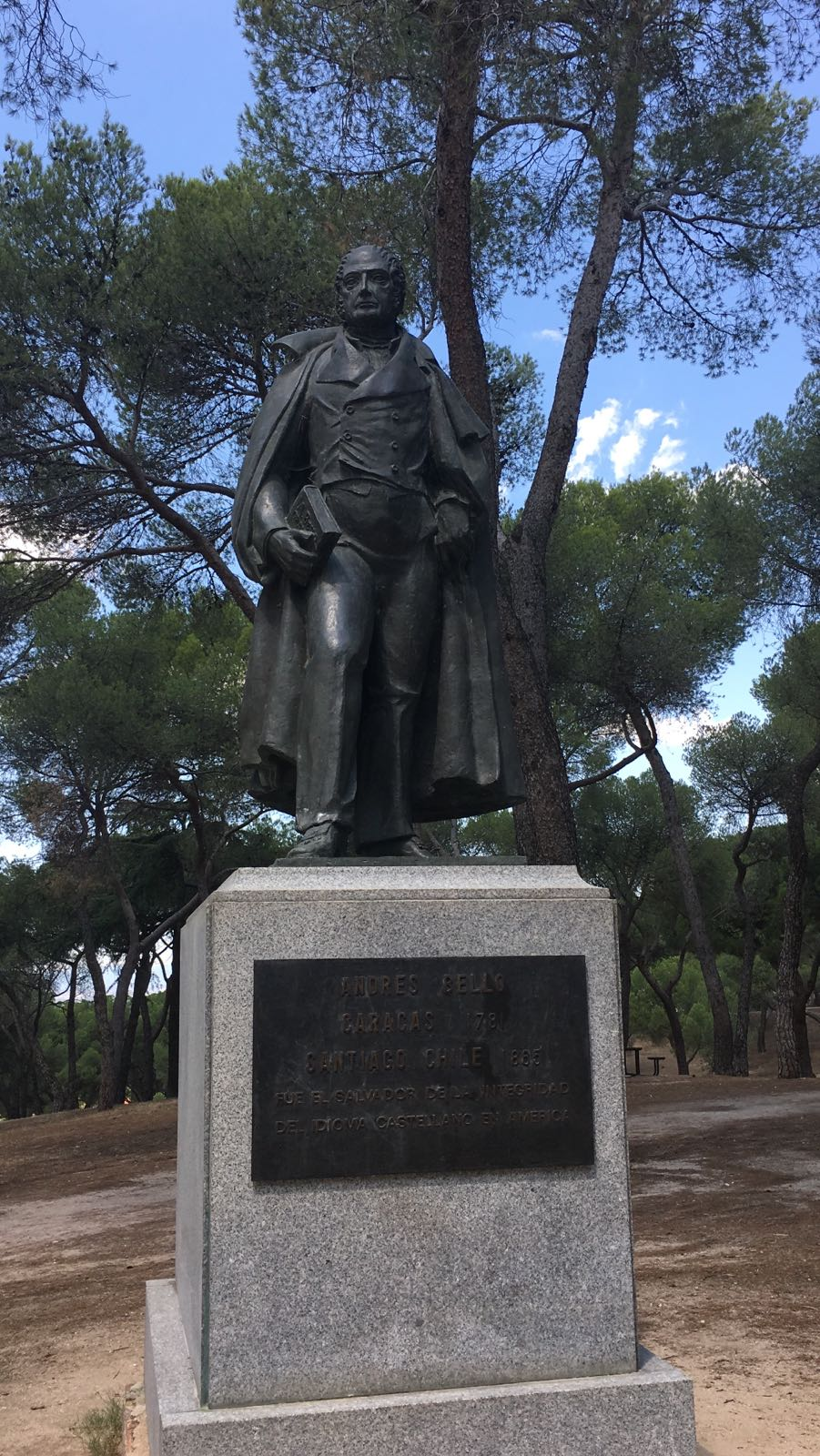
Estatua de Andrés Bello en la Dehesa de la Villa, en Madrid (España).

Durante esta época Bello realiza buena parte de su trabajo como escritor y poeta, dirigiendo y redactando en gran medida el El Censor Americano (1820), La Biblioteca Americana (1823) y siendo el director de El Repertorio Americano (1826). Todas estas obras constituyen por muchos la más grande manifestación europea del pensamiento americano, en la cual se publican diversas y variadas obras sobre ciencias eruditas, filología, estudios de críticas y análisis. En ellas se publican dos de los grandes poemas de Bello, la Alocución a la poesía, de 1823, y la Agricultura en la zona tórrida, de 1826.  Se desempeña en la legación chilena hasta 1825, cuando termina su contrato. La situación de Bello mejoró temporalmente en 1822, cuando el guatemalteco Antonio José de Irisarri, ministro de Chile en Londres, lo nombró secretario interino de la legación. Bello le había escrito desesperado el 18 de marzo de 1821 pidiéndole el empleo, y una vez que lo obtuvo, incluso pudo casarse de nuevo, el 24 de febrero de 1824, con Isabel Antonia Dunn, con quien tuvo 12 hijos (3 nacidos en Londres, el resto en Chile). Este puesto lo dejó en 1824 al terminársele el contrato, pero por suerte tras la renuncia de Lino de Pombo la secretaría de la legación diplomática de la  Gran Colombia había quedado vacante recientemente y el plenipotenciario Manuel José Hurtado Arboleda lo nombró interino y propuso para el cargo permanente. El ministro de Relaciones Exteriores, Pedro Gual Escandón, aprobó el contrato de Bello el 9 de noviembre de 1824, y Bello tomó el cargo el 7 de febrero de 1825.
Este golpe de suerte, sin embargo, no resultó como esperaba. Por un lado, debido a la crisis financiera en América, el modesto sueldo de Bello le era pagado irregularmente. Por otro, su relación con Simón Bolívar se deterioró progresivamente por circunstancias tanto presentes como pasadas. En este marco, el 21 de diciembre de 1826 Bello le escribió directamente a Bolívar solicitando que interviniese en mejorar su situación en Londres. Aparte de las razones económicas, su comunicación con Bolívar tenía que ver con la creencia de Bello de que, de alguna manera, su amistad con su antiguo pupilo había decaído. Esto probablemente por los rumores que corrían, desde su llegada a Londres, de que había sido él quien avisó al Capitán General  Vicente Emparan del fracasado alzamiento del 2 de abril de 1810 en Caracas. También por las diferencias ideológicas con el gobierno de Colombia, que había expresado en una carta al patriota mexicano Servando Teresa de Mier, en 1821. Esta carta había caído en manos de Pedro Gual, quien a pesar de haberle dado el trabajo, dudaba de su persona. Quizás por esto o por otras circunstancias, Bello era tratado con indiferencia por el jefe de la legación en Londres, Manuel José Hurtado.
En abril de 1827, Bello le volvió a escribir a Bolívar, pero su situación no mejoró. Peor aún, debido a numerosos retrasos en negocios personales que Bello adelantaba en Londres para Bolívar (la venta de las minas de Aroa), la relación entre ambos se enfrió hasta el punto que Bolívar nombró a otra persona para finiquitar el negocio y Bello finalmente comenzó a buscar trabajo en otra parte.
Bolívar finalmente escribiría a la legación en Londres el 27 de abril de 1829, informando del envío de 3000 pesos para Bello y su nombramiento como cónsul general de Colombia en París, pero entonces ya era demasiado tarde. Bello había partido hacia América el 14 de febrero de 1829, tras aceptar otra oferta de empleo del ministro Plenipotenciario de Chile en Londres, Mariano Egaña Fabres. En ese mismo año pasa a desempeñar labores iguales en la embajada de la Gran Colombia, en las cuales sufre una gran decepción al no ser designado titular del cargo, que ha quedado vacante por parte de Bolívar. En su intercambio epistolar Bello manifiesta su decepción por lo sucedido, manifestando su deseo de abandonar de manera definitiva Europa. En 1828, y ante reiteradas solicitudes de Mariano Egaña, el gobierno de Chile contrata a Bello para un puesto en el Ministerio de Hacienda, abandonando definitivamente el Reino Unido el 14 de febrero de 1829.

### Santiago de Chile (1829-1865)

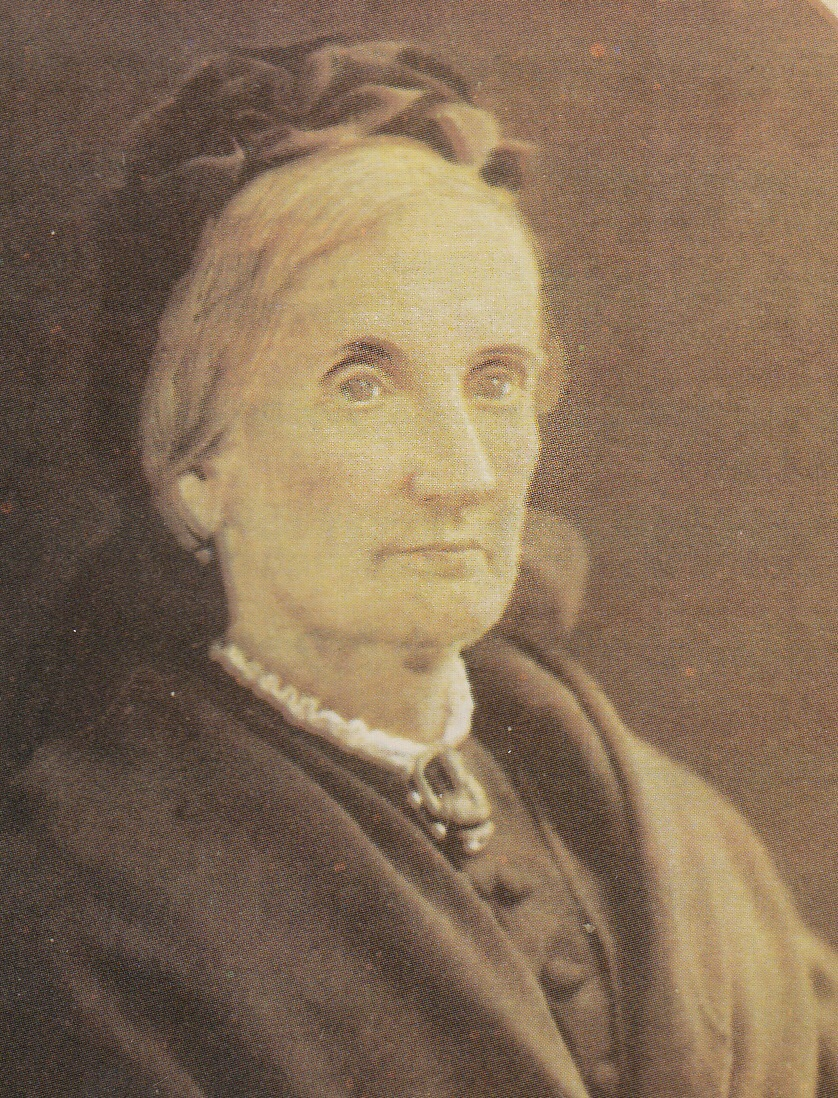
Retrato de Isabel Antonia Dunn, segunda mujer de Bello, con quien tuvo su descendencia en Chile

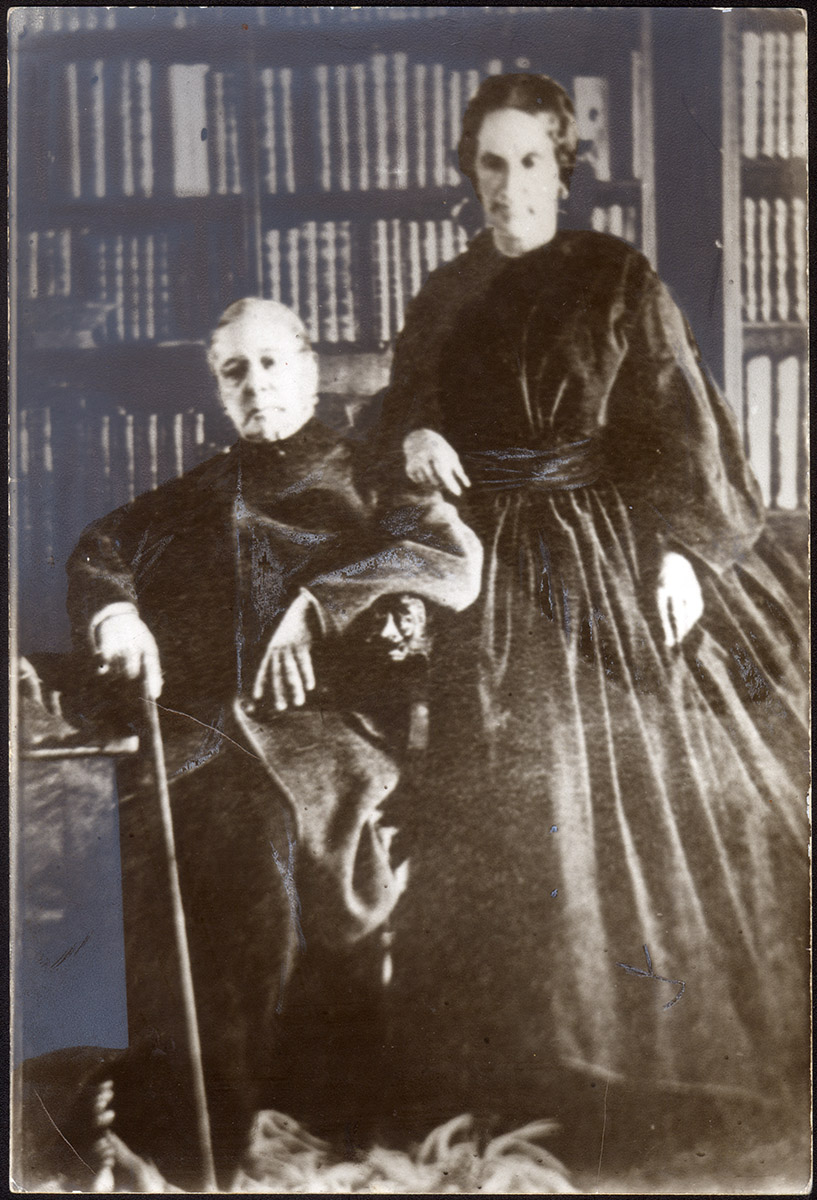
Andrés Bello e Isabel Dunn en Santiago hacia 1862

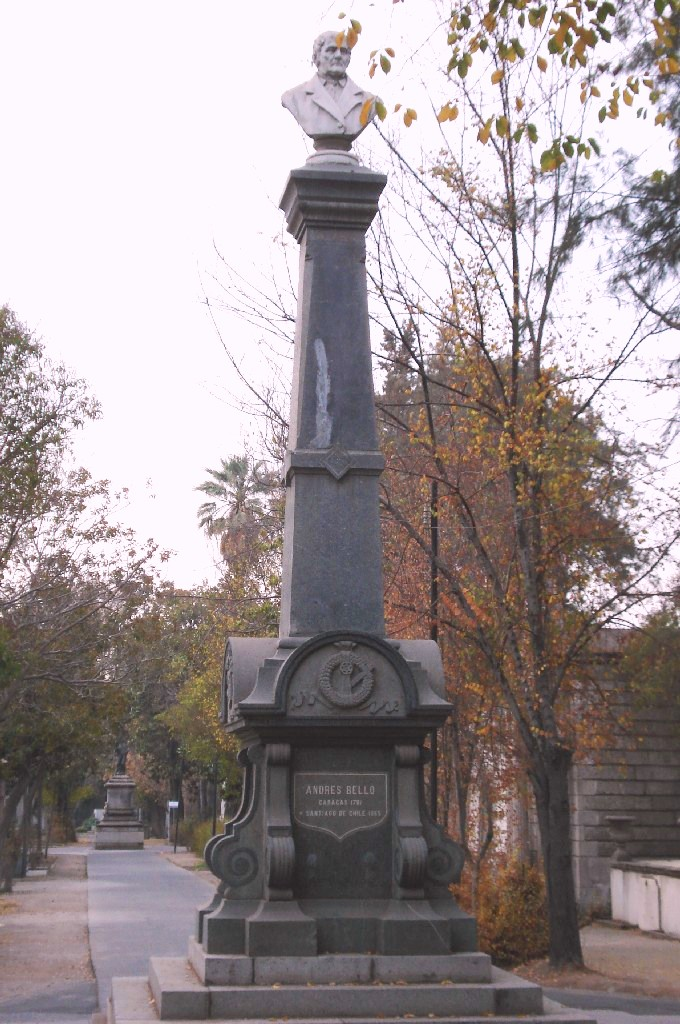
Tumba de Andrés Bello en el Cementerio General de Santiago

Bello llegó a Chile en 1829, junto con su segunda esposa, Isabel Antonia Dunn, con quien había contraído matrimonio el 24 de febrero de 1824. Casado dos veces, Bello tuvo quince hijos, de los cuales vio morir a nueve —entre ellos: Juan Pablo Antonio (1820-1821), Francisco (1817-1845) y Carlos Bello Boyland (1815-1854), los tres hijos que tuvo con su primera esposa, Mary Ann Boyland; Juan (1825-1860) y Emilio Bello Dunn (1845-1875)—. Manuel Antonio Tocornal, su sucesor en la rectoría de la Universidad de Chile, señaló:

[Recuerdo] una conversación con el maestro, en la cual me contó que; cuando era muchacho, entró en el dormitorio de su madre y oyó una voz que salía del gran Crucifijo colgado sobre el lecho. La voz extrahumana anunciaba gloria, renombre, honores; y luego decía: "Pagarás todo esto con la muerte de los que engendres, que serán también espíritus nobles y dignos de alcanzar gloria". Bello no era hombre capaz de creer en supercherías; pero cada vez que la muerte le arrebataba a alguno de sus hijos, repetía adolorido: "¡Ya me lo dijo el Cristo de Caracas!".

Su designación titular fue de oficial mayor del Ministerio de Hacienda. Fue académico del Instituto Nacional y el fundador del Colegio de Santiago, rival del Liceo de Chile (1828-1831), creado por José Joaquín de Mora.
El Congreso Nacional le otorgó unánimemente la nacionalidad chilena, por gracia, el 17 de octubre de 1832. Sin embargo, este acuerdo no fue publicado en El Araucano, el diario oficial de la época. Posteriormente, en la edición del 7 de diciembre de 1832 de ese periódico, se publicó un «aviso oficial» que señaló: «Se han dado cartas de naturaleza á favor de don Benito Fernández Maqueira, de don Carlos Eduardo Mitchall, de don Victorino Garrido, de don Andrés Bello y de don Tomas Ovejero». En consecuencia, Andrés Bello no recibió la nacionalidad por gracia, sino que él la solicitó conforme al reglamento sobre la materia publicado el 9 de noviembre de 1832, tal como cualquier otro extranjero.
Se desempeñó como senador por la ciudad de Santiago entre 1837 y 1864. Entre 1840 y 1860, colaboró en la edición del diario El Araucano, el medio cultural de referencia casi obligatoria en aquella época. Participó en el debate y polémica sobre el carácter de la educación pública, junto con Domingo Faustino Sarmiento, exiliado entonces en la capital chilena. En estos años, durante su estadía en Chile, publicó sus principales obras sobre gramática y derecho, y recibió distintos reconocimientos por tal labor, siendo el más importante el recibido en 1851, cuando fue nombrado miembro honorario de la Real Academia Española.
Fue el principal y casi exclusivo redactor del Código Civil chileno entre 1840 y 1855, considerado una de las obras más originales de la legislación americana. Entre su obra literaria, destaca su traducción libre de la Oración por todos, de Víctor Hugo, considerada por muchos la mejor poesía chilena del siglo XIX. Tuvo una importante participación en la actividad literaria y cultural en la llamada Sociedad Literaria de 1842. Impulsor de la Universidad de Chile, fue designado su primer rector, cargo que desempeñó desde 1842 hasta su muerte.
Falleció en la ciudad de Santiago el 15 de octubre de 1865, y fue enterrado en el Cementerio General de dicha ciudad. Ignacio Domeyko señaló, para su funeral:

Dudaría la razón que en una sola vida, un solo hombre pudiera saber tanto, hacer tanto y amar tanto.

## Reconocimientos

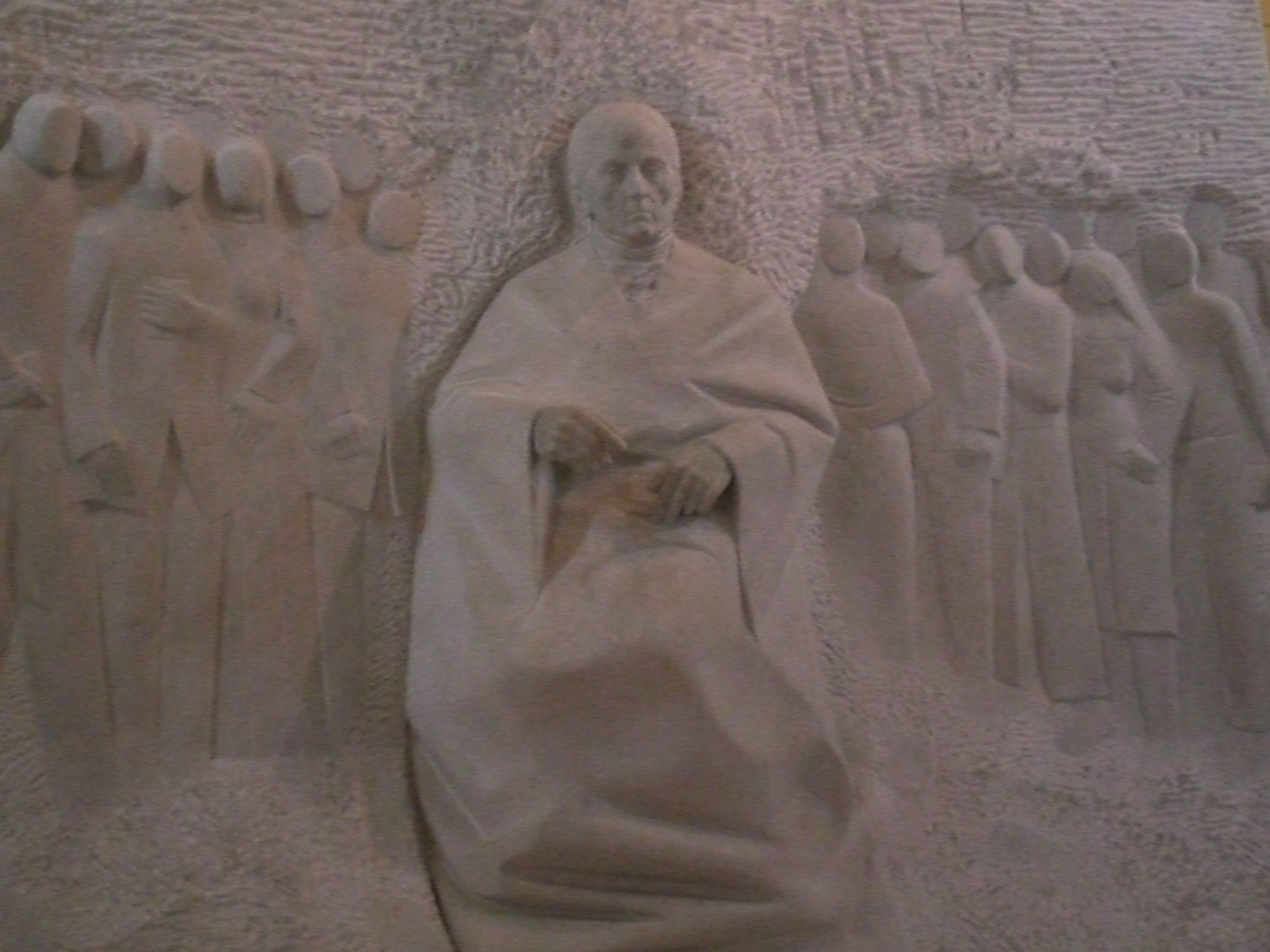
Cenotafio en honor a Andrés Bello en el Panteón Nacional de Caracas, Venezuela.

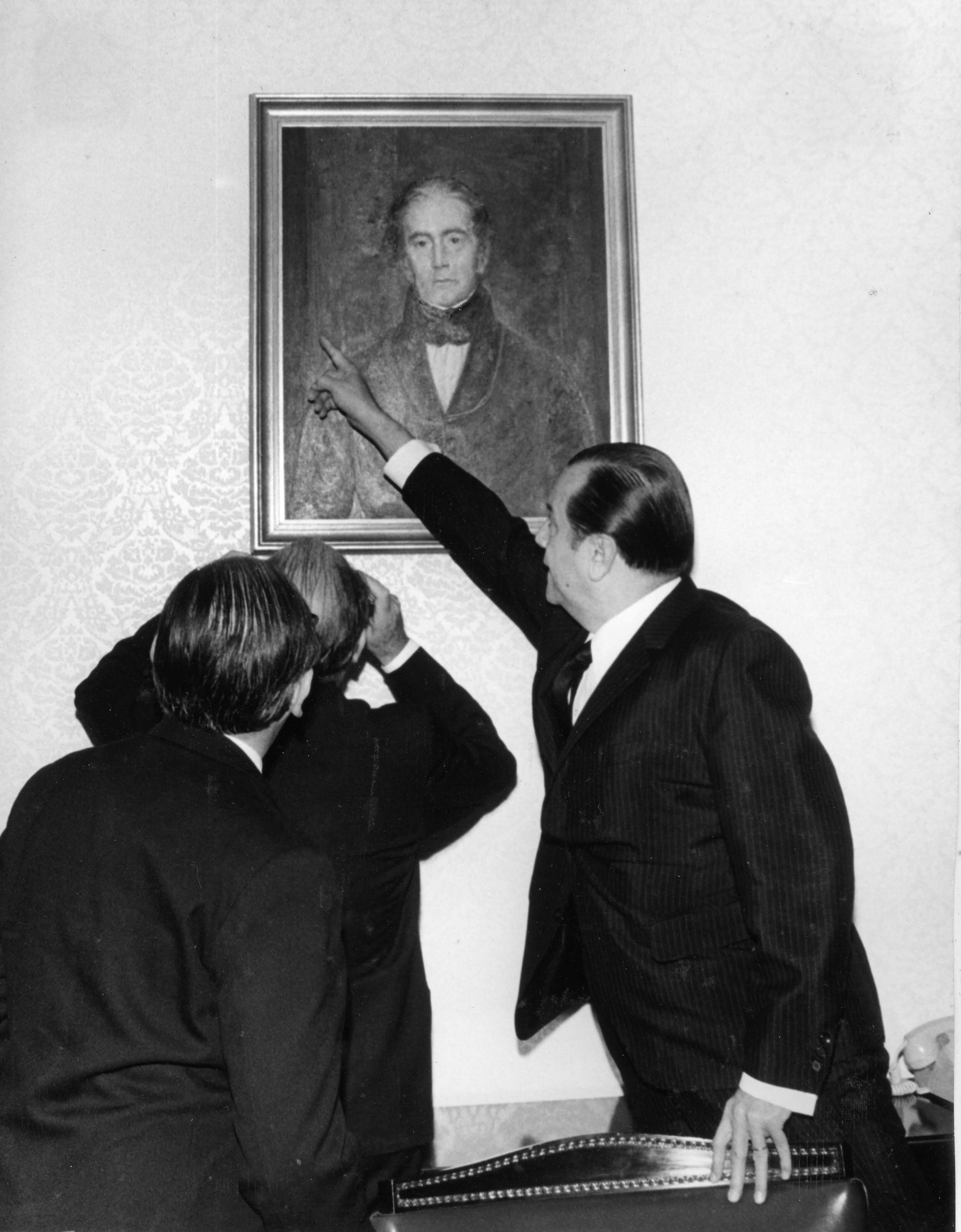
El presidente venezolano Rafael Caldera, colocando un retrato de Bello en el despacho presidencial de La Casona. Caracas, 1969.

- En 1883 una ciudad colombiana adoptó su apellido (la ciudad de Bello, en Antioquia; hasta entonces denominada Hatoviejo) por solicitud de un grupo de sus pobladores, quienes consideraban el nombre de Bello “más culto, más propio y más digno del gran patriarca de las letras americanas”.
- En 1927 Chile instituyó el Día del Libro, a celebrarse en el aniversario de su nacimiento.[12]
- El 24 de octubre de 1953 se fundó en Caracas la Universidad Católica Andrés Bello, una de las instituciones privadas de educación superior más importantes de Venezuela.
- La Academia Diplomática de Chile Andrés Bello fue creada por decreto de fecha 3 de junio de 1954.
- En 1957 el Instituto Caro y Cuervo de Colombia creó su unidad docente llamada "Centro Andrés Bello" dando curso a la Resolución XX de la décima Conferencia Interamericana de Caracas. Posteriormente el Centro integró el Convenio Andrés Bello de la Organización de los Estados Americanos para la creación de un espacio cultural común en Iberoamérica. Actualmente, bajo el nombre "Facultad Seminario Andrés Bello" continúa ofreciendo formación en posgrado en las áreas de Lingüística, Literatura, Estudios Editoriales, Español como L2 / Lengua extranjera y Escritura Creativa.
- Entre 1959 y 1999, existió la Radio Andrés Bello, dedicada a la música docta. Hoy es FM Dos, de Iberoamericana Radio Chile.
- El 15 de octubre de 1965, el Congreso venezolano creó la condecoración de la Orden Andrés Bello, con la que se premia a personajes destacados en el ámbito de la educación, la investigación científica, las letras y las artes.
- En 1970 entró en vigor el Convenio Andrés Bello, organización internacional para la integración educativa, artística y científica entre los países de Iberoamérica.
- En 1967 se funda  Academia Diplomática “Andrés Bello”.
- El 29 de noviembre de 1981, en el bicentenario de su nacimiento, se inauguró un cenotafio en su honor en el Panteón Nacional de Caracas, por ser uno de los intelectuales caraqueños más destacados y por sus esfuerzos como diplomático a la causa de la independencia de Venezuela.
- En 1988, una universidad privada de Chile adoptó su nombre, la actual Universidad Nacional Andrés Bello.
- En diciembre de 1990, en El Salvador, se fundó la Universidad Dr. Andrés Bello, en su honor. La universidad inició sus funciones en febrero de 1991 en San Salvador, la capital del país. Actualmente ha extendido su cobertura a cuatro de los 14 departamentos salvadoreños.[13]
- A finales del siglo XX, se le representaba primero en el billete de 50 y luego en el de 2000 bolívares de Venezuela y en los billetes de 20 000 pesos de Chile.
- El 2008, la Universidad de Chile crea una revista en su honor llamada "Bello Publico" en la que se tratan temas de interés humano
- Desde 2014 el periódico británico The Economist edita una columna sobre temas latinoamericanos, llamada Bello.

## Obras

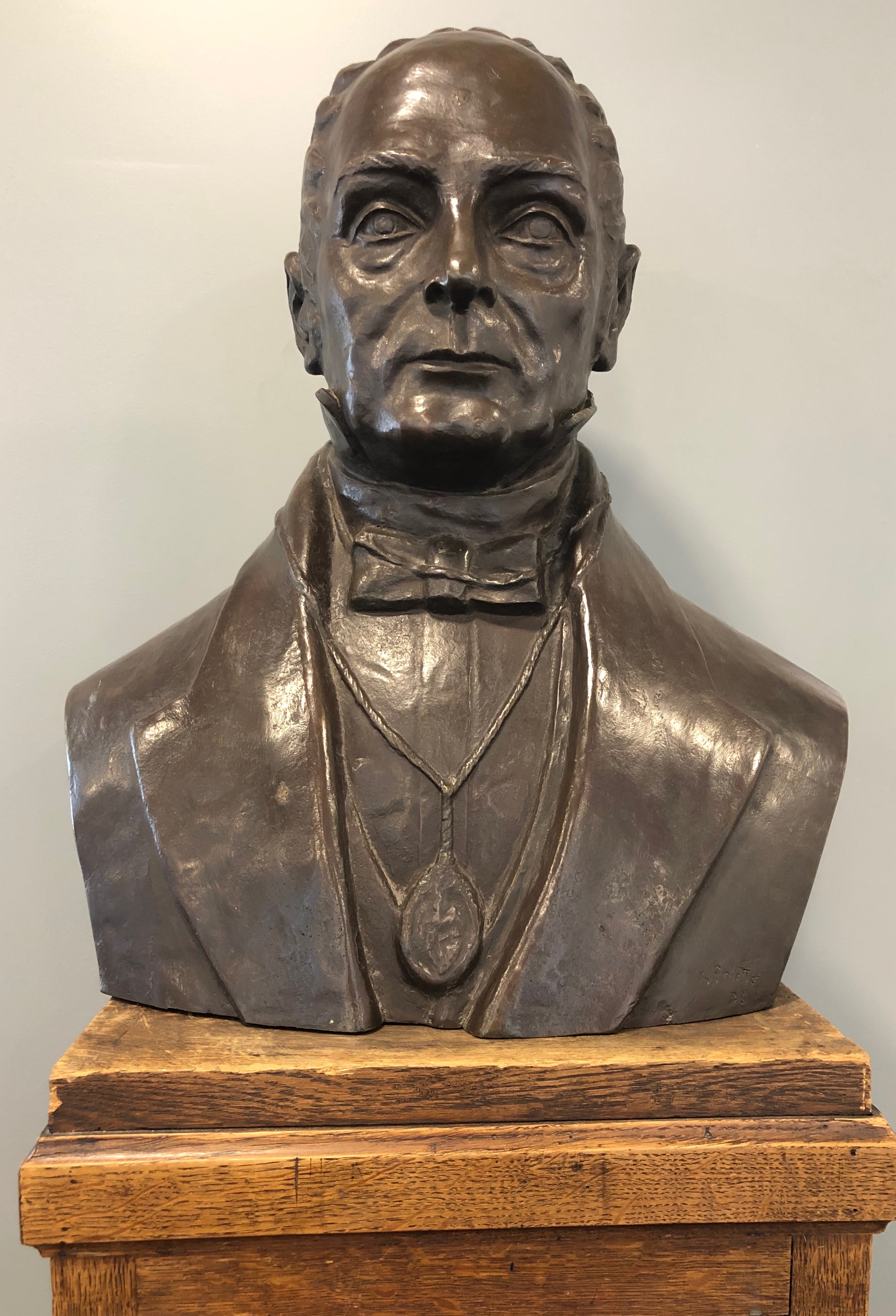
Busto de Bello en el Instituto de Altos Estudios sobre América Latina en París.

### LosCuadernos de Londres
Durante los casi veinte años que Bello vivió en Londres (1810-1829), dedicó gran parte de su tiempo al estudio y la investigación, sobre todo en la antigua biblioteca del Museo Británico. En su labor usó 13 cuadernillos que fue llenando de notas y transcripciones de sus lecturas. «Dado que Bello utilizó algunas de estas notas en obras publicadas con posterioridad, los cuadernos revisten una singular importancia a la hora de establecer la cronología precisa de su desarrollo intelectual». Sin embargo, no hay que olvidar que se trata de apuntes personales que deben considerarse como documentos de trabajo. En 2017, los profesores Tania Avilés e Iván Jaksić publicaron por primera vez los cuadernos en una muy completa edición, la única hasta ahora:
- Cuadernos de Londres, Santiago de Chile, Editorial Universitaria, 2017. 902 p. ISBN 978-956-11-2557-5

### Ediciones de las obras completas de Bello
- Obras completas de don Andrés Bello, Santiago de Chile: tomos I-XIII, Imp. de Pedro G. Ramírez, 1881-1890; tomos XIV-XV, Imprenta Cervantes, 1891-1893; (1881-1893), 15 vols. Los volúmenes III y V a XI llevan introducciones de Miguel Luis Amunátegui; los volúmenes del XII al XV de Miguel Luis Amunátegui Reyes.
  - I. Filosofía del entendimiento. Lógica.
  - II. Poema del Cid.[15]
  - III. Poesías.[16]
  - IV. Gramática de la lengua castellana[17]
  - V. Opúsculos gramaticales.[18]
  - VI. Opúsculos literarios y críticos.
  - VII. Opúsculos literarios y críticos.
  - VIII. Opúsculos literarios y críticos.
  - IX. Opúsculos jurídicos.
  - X. Derecho internacional.[19]
  - XI. Proyecto de código civil.
  - XII. Proyecto de código civil (1853)
  - XIII. Proyecto inédito de código civil.
  - XIV. Opúsculos científicos.[20]
  - XV. Miscelánea[21]
- Obras completas, Caracas: Fundación La Casa de Bello, 1981-1986, 26 vols.
  - I. Poesías.
  - II. Borradores de Poesía.
  - III. Filosofía del entendimiento y otros escritos filosóficos.
  - IV. Gramática de la lengua castellana destinada al uso de los americanos.[22]
  - XVIII. Temas Jurídicos y Sociales. (Vol. XV de la primera edición de Caracas)
  - XIX. Textos y Mensajes de Gobierno (Vol. XVI de la primera edición de Caracas)
  - XX. Labor en el Senado de Chile (Discursos y Escritos) (Vol. XVII de la primera edición de Caracas)
  - XXIII. Temas de Historia y Geografía. (Vol. XIX de la primera edición de Caracas)
  - XXIV. Cosmografía y otras escritos de divulgación científica. (Vol. XX de la primera edición de Caracas)
  - XXV. Epistolario
  - XXVI. Epistolario

### Poemas
- El romance a un samán (Caracas).
- A un Artista (Caracas).
- Oda al Anauco, 1800.
- Oda a la vacuna, 1804.
- Tirsis habitador del Tajo umbrío, 1805.
- Los sonetos a la victoria de Bailén, 1808.
- A la nave (imitación de Horacio), 1808.
- Alocución a la Poesía, Londres, 1823.
- El incendio de la Compañía (canto elegíaco), Santiago de Chile, Imprenta del Estado, 1841.
- La agricultura de la zona tórrida

### Obra jurídica
- Principios de derecho de gentes, Santiago de Chile, Imprenta de La Opinión, 1832;[23] tuvo una segunda ed. corregida y aumentada, destinada al uso de los americanos, con el título Principios de Derecho Internacional, Valparaíso, Imprenta de El Mercurio, 1844. (1873)
- Compendio (Santiago de Chile, 1850).
- Proyecto de Código Civil Santiago de Chile, Imprenta Chilena, 1853, 4 vols.
- Proyecto de Código de Comercio, Santiago de Chile, 1853.[24]
- Código Civil de la República de Chile. Santiago de Chile, Imprenta Nacional, 1856.
- Código Civil Colombiano. Bogotá, 1887.[25]

### Crítica literaria
- Opúsculos literarios y críticos, publicados en diversos periódicos desde el año 1834 hasta 1849, Santiago de Chile: B.I.M. Editores, 1850.
- Compendio de la historia de la literatura; por don Andrés Bello redactado para la enseñanza del Instituto Nacional, Santiago de Chile, Imprenta Chilena, 1850.[26]
- Historia de la literatura antigua.
- Arte de escribir con propiedad, compuesto por el Abate Condillac, traducido del francés y arreglado a la lengua castellana, Caracas, Tomás Antero, 1824.
- El Otro Bello.
- Crítica a Homero.
- Crítica a Ovidio.
- Crítica a Horacio.

### Filosofía
- La sociología de lo bello
- Filosofía del entendimiento, manuscrito. Hay ediciones modernas: Filosofía del entendimiento y otros escritos filosóficos, prólogo de Juan David García Bacca y Filosofía del entendimiento, (introducción de José Gaos), México: FCE, 1948. También en el tomo I de Obras completas de don Andrés Bello, Santiago de Chile, Imp. de Pedro G. Ramírez, 1881.
- Filosofía Moral (Psicología mental y ética).
- Lógica.

### Teatro
- Venezuela Consolada (1805), Drama.

### Historia y Geografía
- Cosmografía o descripción del universo conforme a los últimos descubrimientos, Santiago de Chile, Imprenta de La Opinión, 1848.[27]
- Resumen de la Historia de Venezuela (Caracas, 1810).
- Tratado de Cartología Métrica.

### Lingüística, Gramática y Retórica
- Gramática de la lengua castellana destinada al uso de los americanos, Santiago de Chile, Imprenta del Progreso, 1847.
- Gramática de la lengua latina, Santiago de Chile, Imprenta de La Opinión, 1838.
- Análisis ideológica de los tiempos de la conjugación castellana, Valparaíso, Imprenta de M. Rivadeneyra, 1841.
- Principios de la ortología y métrica de la lengua castellana, Santiago de Chile, Imprenta de La Opinión, 1835.
- Indicaciones sobre la conveniencia de simplificar i uniformar la ortografía en América (en colaboración con Juan García del Río). Londres: Biblioteca Americana, tomo I, pp. 50-62 (1823).
- Estudio sobre el Poema del Cid (1816).
- Estudio sobre la Crónica de Turpín (1816).
- Esbozo de la Gramática Castellana.
- Estudio de la raíz de todas las ciencias relativas al lenguaje.
- Silva a la Agricultura de la Zona Tórrida, publicada en el Repertorio Americano en 1826.[28]
- Enseñanza del Castellano a los Chilenos 1865, Santiago (Muere durante la obra).

### Traducciones
- Mateo Boyardo, Orlando Enamorado, 1860.

- Víctor Hugo, Oración por todos, 1843.
- Michel Nostradamus, Las profecías de nostradamus, 1841.
- Michel Nostradamus, Testamento de Nostradamus, 1841.
- Alejandro Dumas, Teresa; drama en prosa y en cinco actos, por Alejandro Dumas, traducido al castellano y arreglado por don Andrés Bello; representado por primera vez en Santiago, en noviembre de 1839, Santiago de Chile, Imprenta del Siglo (Galería Dramática Chilena; Colección de Piezas Originales y Traducidas en el País), 1846.
- Arte de escribir con propiedad, compuesto por el Abate Condillac, traducido del francés y arreglado a la lengua castellana, Caracas, Tomás Antero, 1824.

### Varios
- Mis deseos (Caracas).
- Venezuela consolada y España restaurada (Caracas).
- Calendario manual y guía universal de forasteros en Venezuela para el año de 1810, con superior permiso, Caracas, Imprenta de Gallagher y Lamb, 1810; hay ed. facsimilar en Pedro Grases, El primer libro impreso en Venezuela, Caracas, Ediciones del Ministerio de Educación, Dirección de Cultura y Bellas Artes, 1952.
- Discurso de inauguración de D. Andrés Bello, rector, Santiago de Chile, Imprenta del Estado, 1842 [sic: 1843].

## En la cultura popular
Bello es dramatizado en la serie Bolívar interpretado por Nicolás Prieto.

## Descendientes

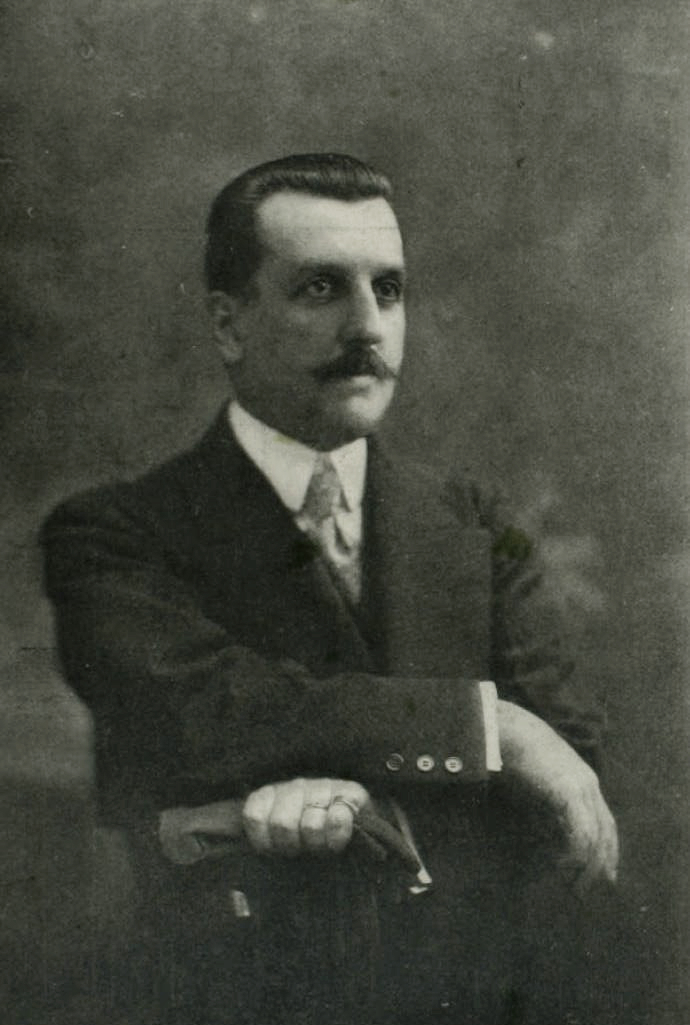
Emilio Bello Codesido político chileno (1868-1963)
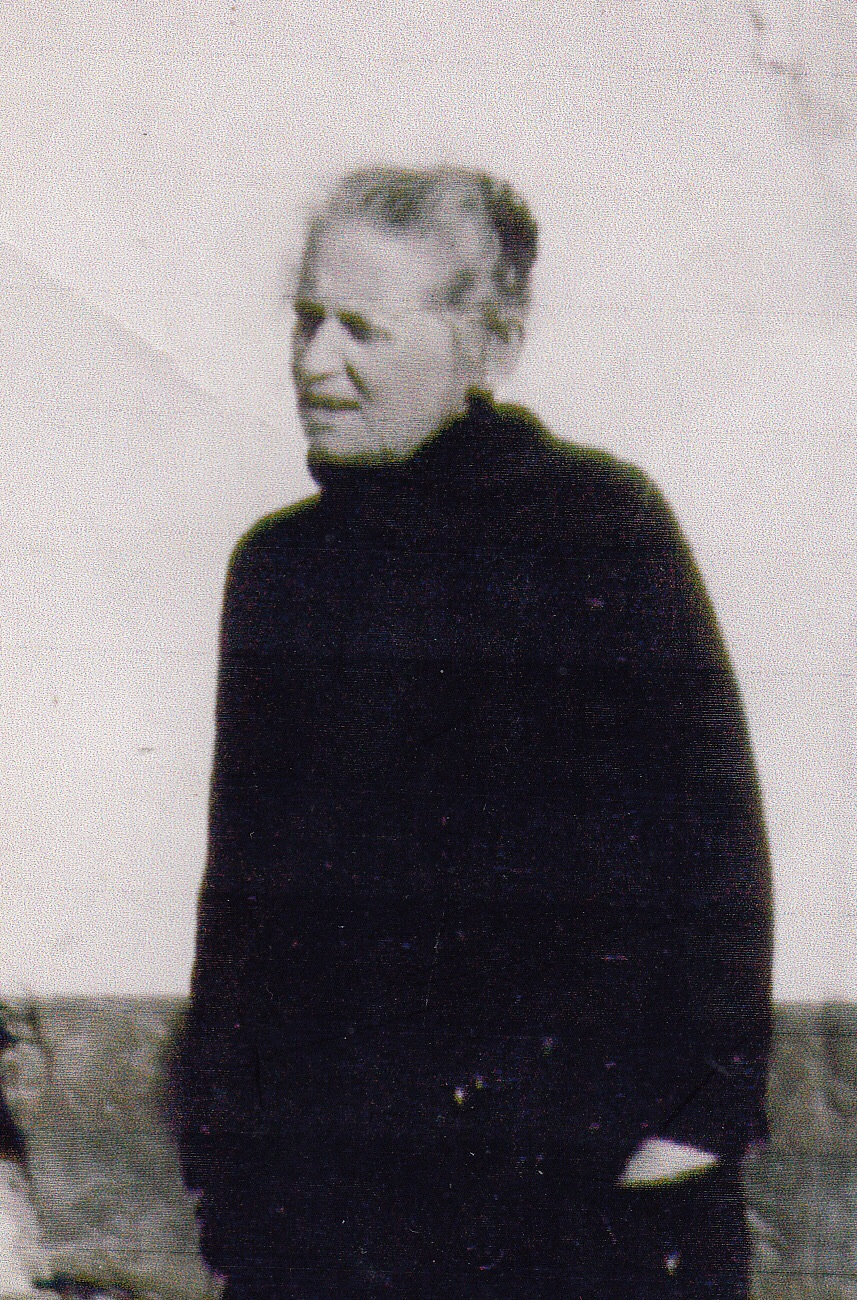
Clarisa Bello Guzmán, nieta
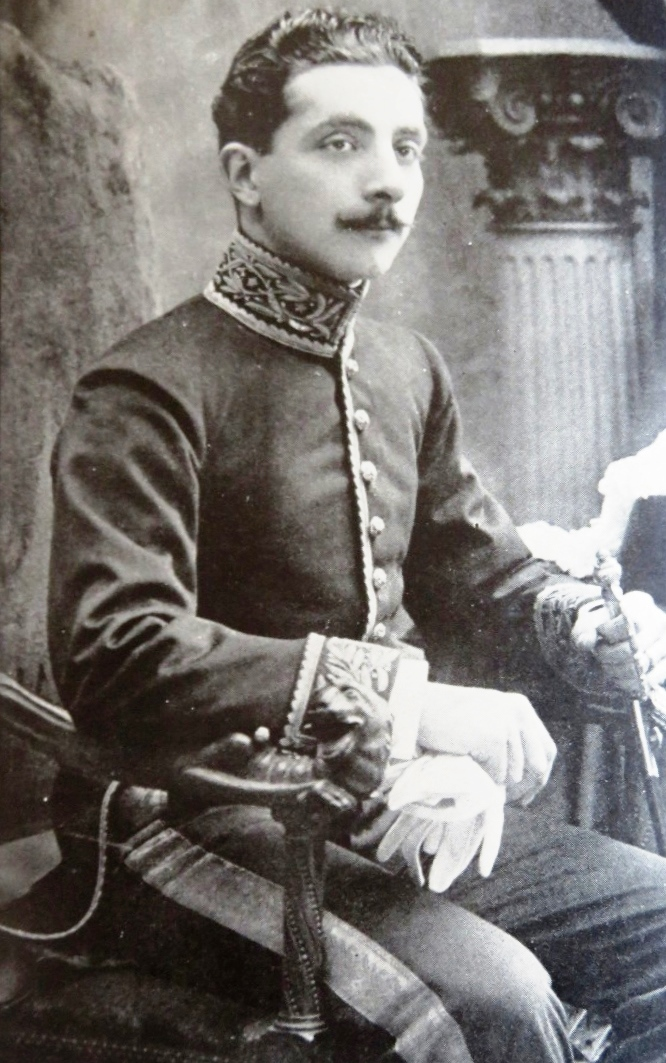
Ernesto Balmaceda Bello diplomático chileno (1887-1906)
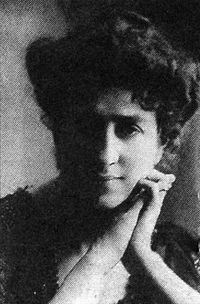
Inés Echeverría Bello escritora chilena (1868-1949)
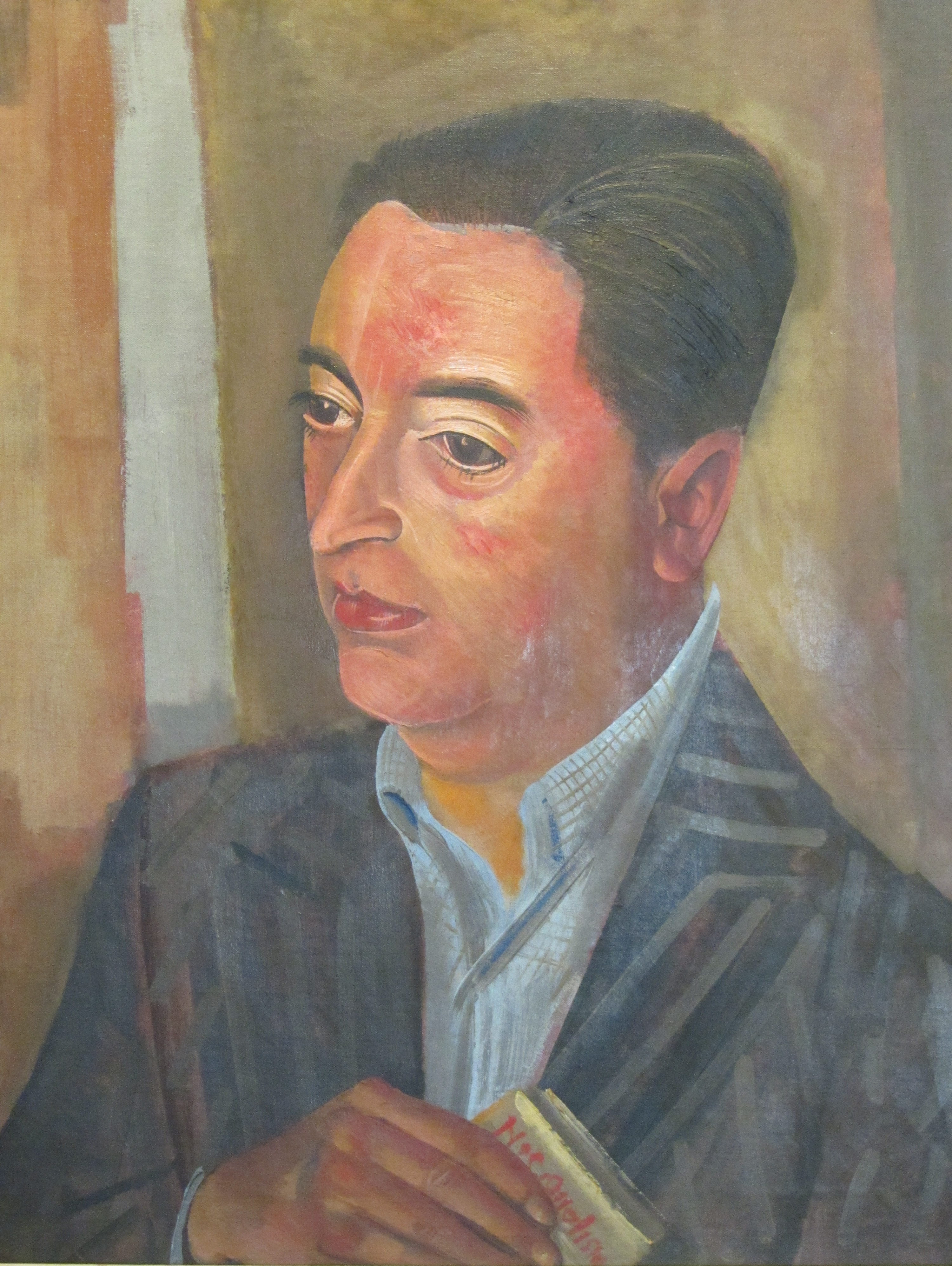
Joaquín Edwards Bello escritor chileno (1887-1968)
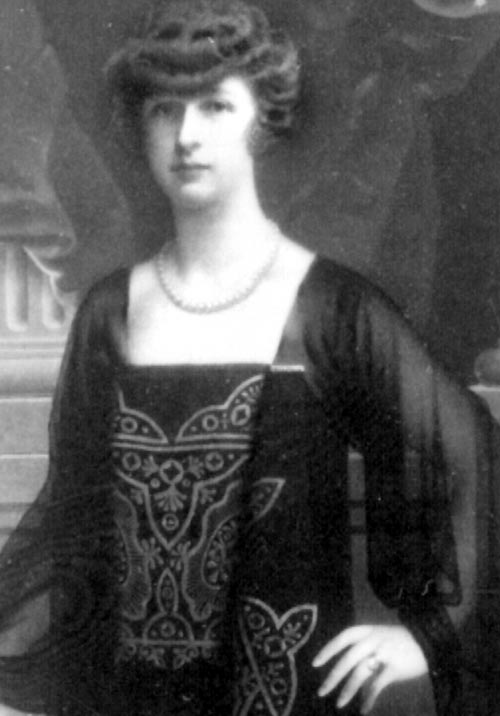
Rebeca Matte Bello escultora chilena (1875-1929)
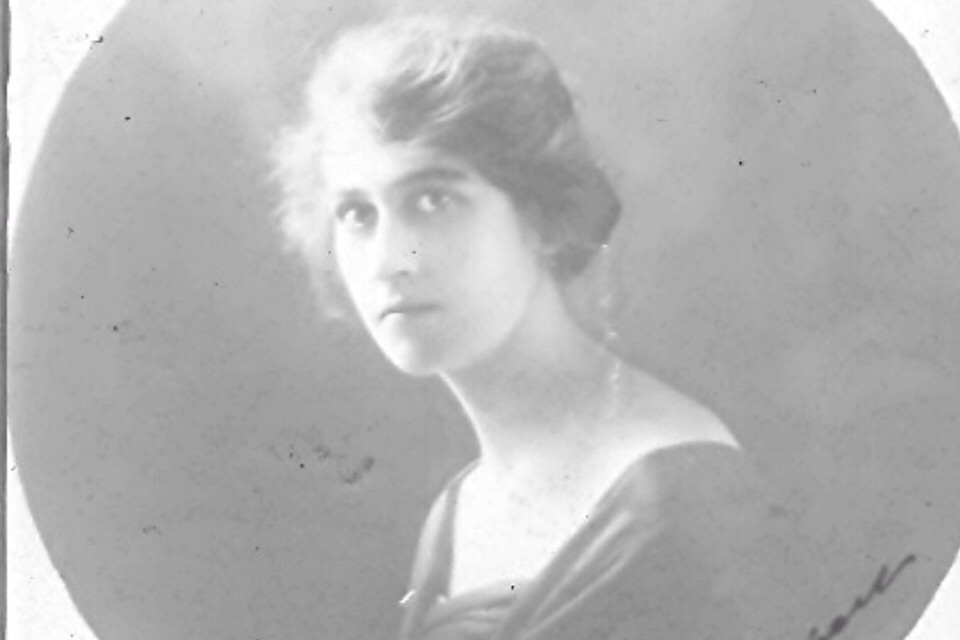
María Emilia Vargas Bello (1896-1978), bisnieta
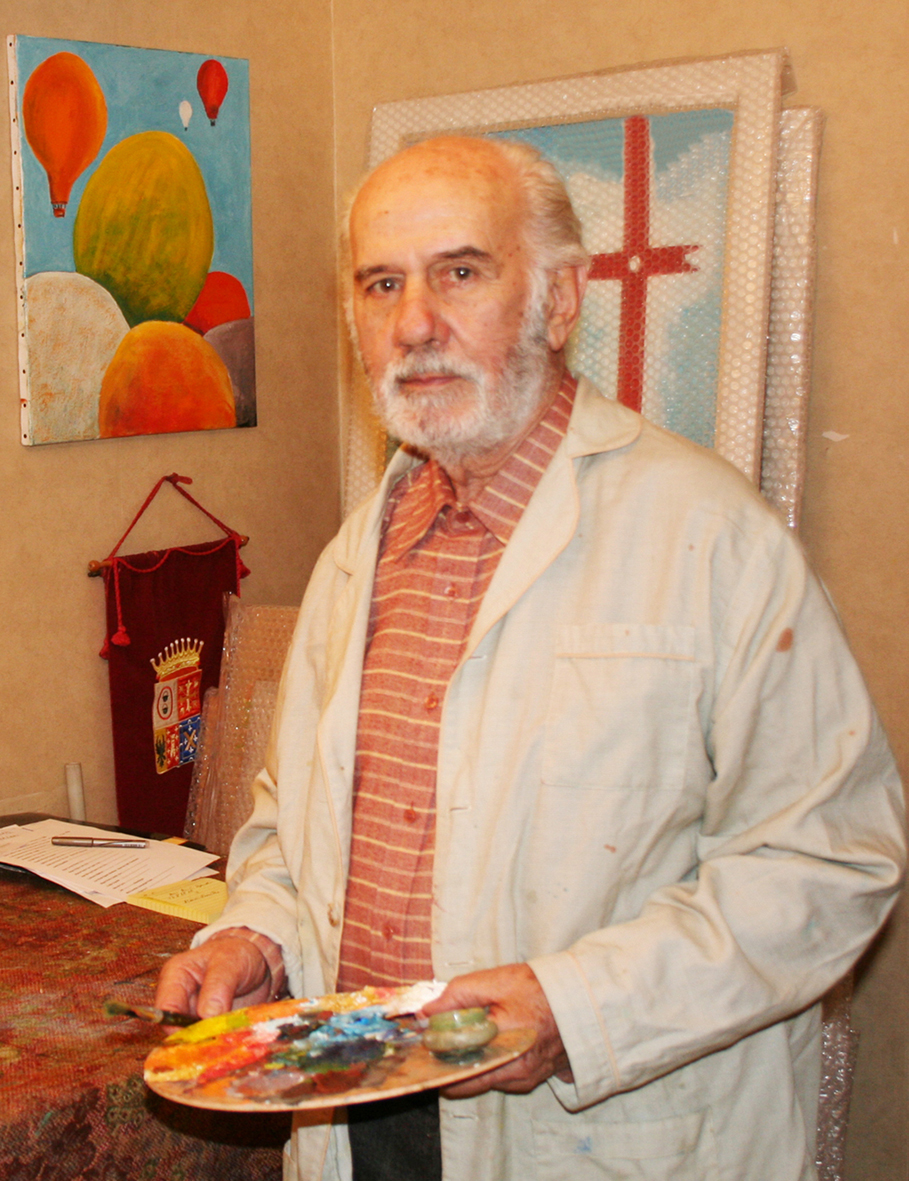
Eugenio Cruz Vargas pintor y poeta chileno (1923-2014)
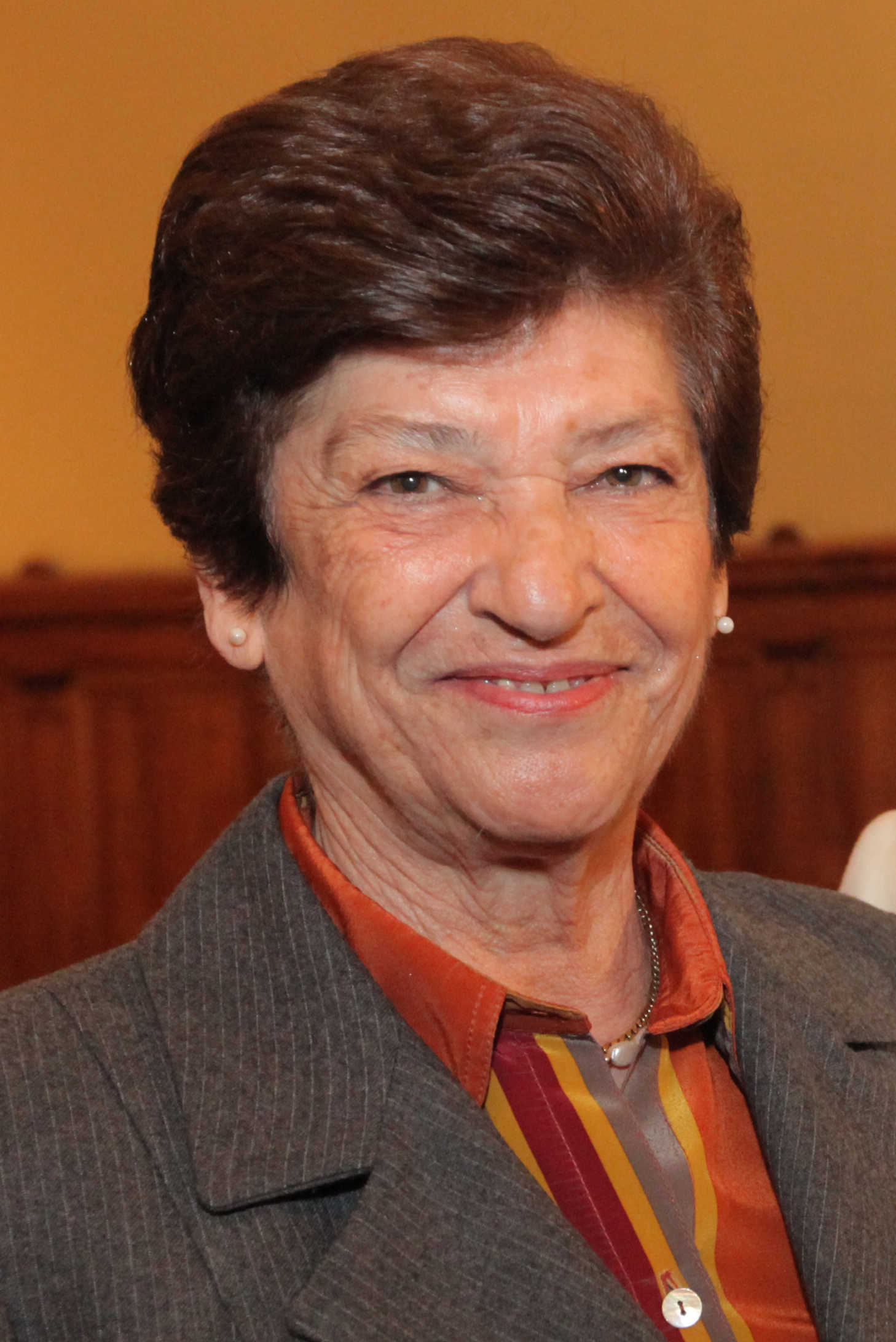
Raquel Correa Prats  periodista chilena (1934-2012)